# مارغو (مغنية)
مارغو (بالإنجليزية: Margo)‏ هي مغنية أيرلندية، ولدت في 6 فبراير 1951 في مقاطعة دونيجال في جمهورية أيرلندا.

## وصلات خارجية
- الموقع الرسمي
- مارغو على موقع ميوزك برينز (الإنجليزية)
- مارغو على موقع أول ميوزيك (الإنجليزية)
- مارغو على موقع أول ميوزيك (الإنجليزية)
- مارغو على موقع ديسكوغز (الإنجليزية)